# Eugène Osty
Pour les articles homonymes, voir Osty.
 (septembre 2018).
Eugène Osty, né le 16 mai 1874 à Paris et mort le 20 août 1938 dans la même ville, est un médecin et chercheur en parapsychologie français,.

## Biographie
Né à Paris, le 16 mai 1874, il fit des études médicales puis s'installa dans le Berry en 1900. Il commença à s'intéresser aux capacités psi en 1909, après avoir assisté à une expérience médiumnique : une médium, par ailleurs femme très ordinaire, fut capable de faire successivement l'analyse psychologique de six personnes, parfaitement inconnues d'elle quelques instants auparavant.
Il commence alors à étudier méthodiquement cette faculté. Il publie en 1913 les résultats de cette étude, sous le titre de Lucidité et intuition : étude expérimentale. Durant la guerre il est mobilisé comme médecin militaire. Il s'installe à Paris en 1921, puis de 1924 à 1931, il abandonne son activité de médecin pour se consacrer à l'étude des phénomènes parapsychologiques. À la mort de son ami Gustave Geley, il lui succédera comme directeur de l'Institut métapsychique international ,. jusqu'à sa mort.

## Ouvrages et publications
- Lucidité et intuition : étude expérimentale, Librairie Félix Alcan, (Paris) 1913
- Le sens de la vie humaine, La Renaissance du livre, 1919
- La connaissance supranormale, étude expérimentale,  2e édition, Librairie Félix Alcan (Paris) 1925
- Le diagnostic des maladies par les sujets doués de connaissance paranormale, 1925
- Les pouvoirs inconnus de l'esprit sur la matière : premières étapes d'une recherche, Librairie Félix Alcan, (Paris), 1932